# El Soler (Rosselló)
El Soler ([əlsu'le], en francès Le Soler) és un poble, cap de la comuna del mateix nom, de 7.300 habitants el 2013, de la comarca del Rosselló a la Catalunya del Nord. Pertany a la comarca del Riberal de la Tet i és a la dreta de la Tet. Antigament estava dividit entre el Soler d'Amunt, sota jurisdicció del bisbat d'Elna, i el Soler d'Avall, del vescomte d'Illa.

## Etimologia
Joan Coromines explica el topònim el Soler a partir del mot comú llatí sŏlarǐum (sòl d'un habitatge), derivat de sŏlum (basa, fons, terra on hom viu). El mateix Coromines especifica que el nom antic de la població era Pallaganum o Pallagianum (el mateix que Pallejà, del Baix Llobregat), provedent d'un suposat Pallādianu, adjectiu derivat d'un radical palud- (aiguamoll), com Pollestres. La raó era l'existència d'aiguamolls, que formava la Tet en estancar-se a la plana del Rosselló.
El Soler, amb la variant de Soler Ferriol el 1077, apareix des del 988. És anomenat el Soler d'Oruç pel nom del vescomte narbonès que hi tenia possessions.

## Geografia

Situació de la comuna del Soler en el Rosselló

La comuna del Soler, de 103.500 hectàrees d'extensió, és a la comarca del Riberal de la Tet, a la zona de ponent del centre de la comarca del Rosselló.
El terme del Soler s'estén a la riba dreta de la Tet, íntegrament dins del Riberal, i una franja de la riba esquerra, a les partides del Gran Riberal, entre el límit del terme de Pesillà de la Ribera i la Tet, i del Petit Riberal, entre el límit del terme de Vilanova de la Ribera i el riu. Una part del terme és dins de la terrassa fluvial de la Tet, propensa a inundacions per les avingudes cícliques del riu. Ha estat en bona part convertida en zona de conreu i de bosc de ribera, gràcies a la construcció de dics. La segona terrassa, una mica més amunt, acull el poble, amb tots els seus eixamplaments moderns, incloses les zones industrials, bastant extenses, i hi ha una tercera terrassa, al sud del terme, ja tocant els primers pendissos dels Aspres, de difícil drenatge, on es conrea sobretot la vinya. Aquest sector té el Mas de l'Eula com a element més destacat.
Inclou, a més del poble d'aquest mateix nom, el de Santa Eugènia i l'antic monestir de Santa Maria de l'Eula.
Termes municipals limítrofs:
| Pesillà de la Ribera | Vilanova de la Ribera | Bao Perpinyà |
| Sant Feliu d'Avall   |                       | Toluges      |
|                      | Tuïr                  |              |

### El poble del Soler (el Soler d'Amunt)

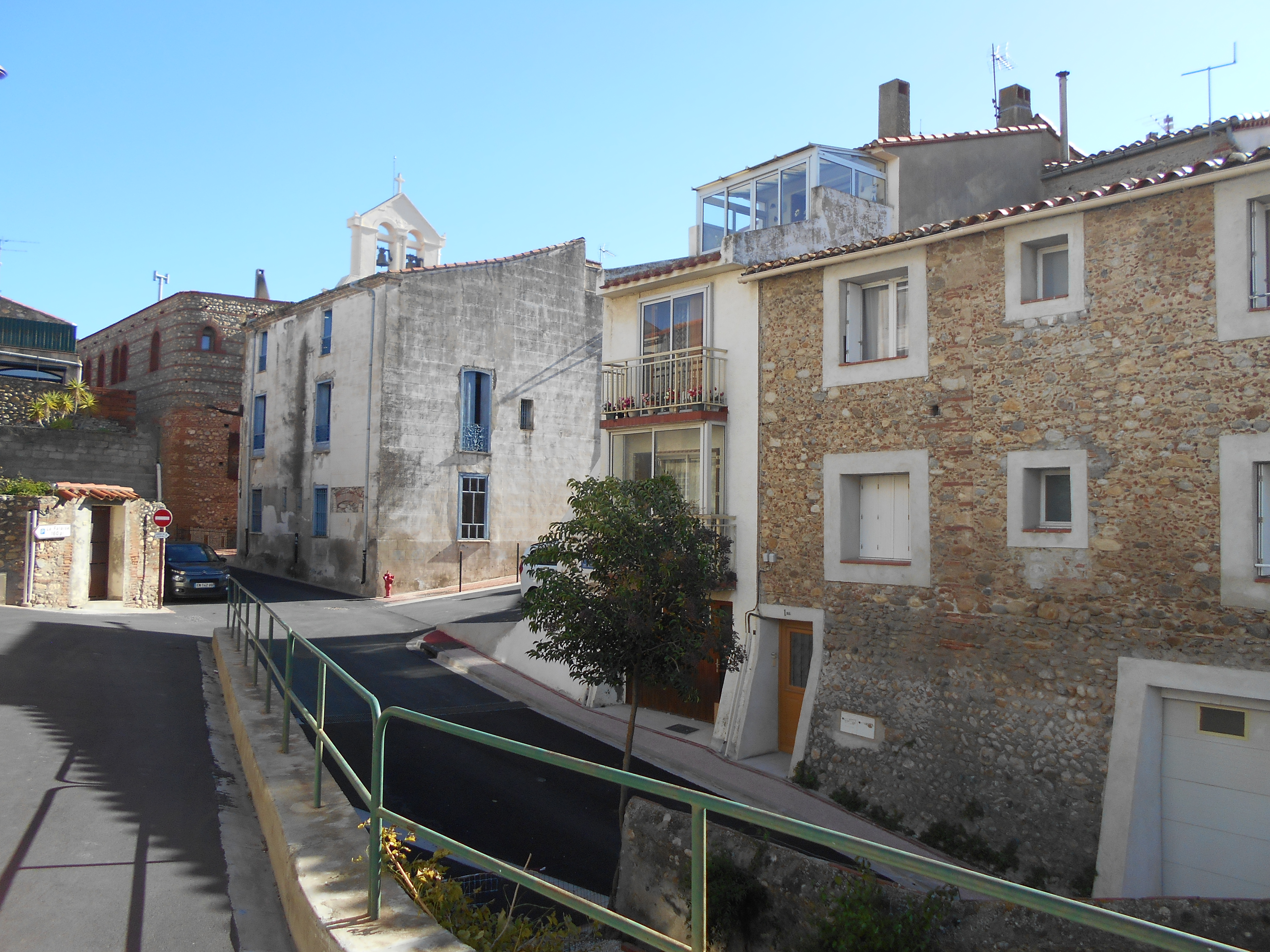
Cellera del Soler, amb restes de les muralles (a baixa a la dreta) i l'església destacant entre els edificis

El poble vell està situat en un promontori d'argila al marge dret del riu Tet, a 73 metres sobre el nivell del mar. Una de les inundacions, al segle xvi, va destruir el castell de la muntanya del Soler i se'l va endur aigües avall. Una de les últimes, la d'octubre del 1940, és encara un record viu en el poble. En aquest turó es formà la cellera, al voltant de l'església de Sant Julià i Santa Basilissa i del seu cementiri, que després passà a ser vila closa, sense que en consti la construcció de muralles, de les quals tampoc no en queda cap resta, si és que van existir. Mantenia la jurisdicció del Soler d'Amunt i del seu castell el bisbe d'Elna.
Aquest nucli primitiu va créixer amb la formació dels barris dels entorns immediats: el del Carrer de la Font, el del Castell, el de la Plaça Vella, el de la Riba i el de Sant Julià, que conformen el poble antic. A ells es van afegir posteriorment els barris del Camp de la Creu, de la Colomina, de les Corones, del Crist, de l'Empedrat, de les Ferreries, abans Camps de la Ferreria i del Mas d'en Boix, formant una segona corona. En aquesta extensió, el nucli urbà anà absorbint algunes construccions antigament aïllades, com la Cava Cooperativa, el Cementiri Nou i la Gara.
En el darrer terç del segle xx i els primers anys del XXI ha continuat el creixement del nucli urbà amb les modernes urbanitzacions de cases unifamiliars amb jardí i un urbanisme laberíntic per aconseguir la pacificació del trànsit en els barris, com les Bougainvilliers. El nucli urbà actual s'estén paral·lel a la Tet d'oest a est, ocupant quasi tota la franja central del terme comunal.

### El Soler d'Avall o les Cases de Sant Pere
L'antiga jurisdicció de Pere de Fenollet, vescomte d'Illa, en contraposició al Soler d'Amunt, era un veïnat situat aigües avall de la Tet, respecte del Soler d'Amunt, al lloc anomenat Casa o Cases de Sant Pere, avui dia conegut amb el nom del paratge de les Capelles. Era a prop, una mica l'oest, de Santa Eugènia de la Riba. El lloc ha estat en part arrasat per la moderna construcció de naus i industrials. Havia tingut església pròpia, amb caràcter parroquial, que acollia també els habitants de Santa Eugènia quan aquesta fou abandonada.

### El Castell del Soler

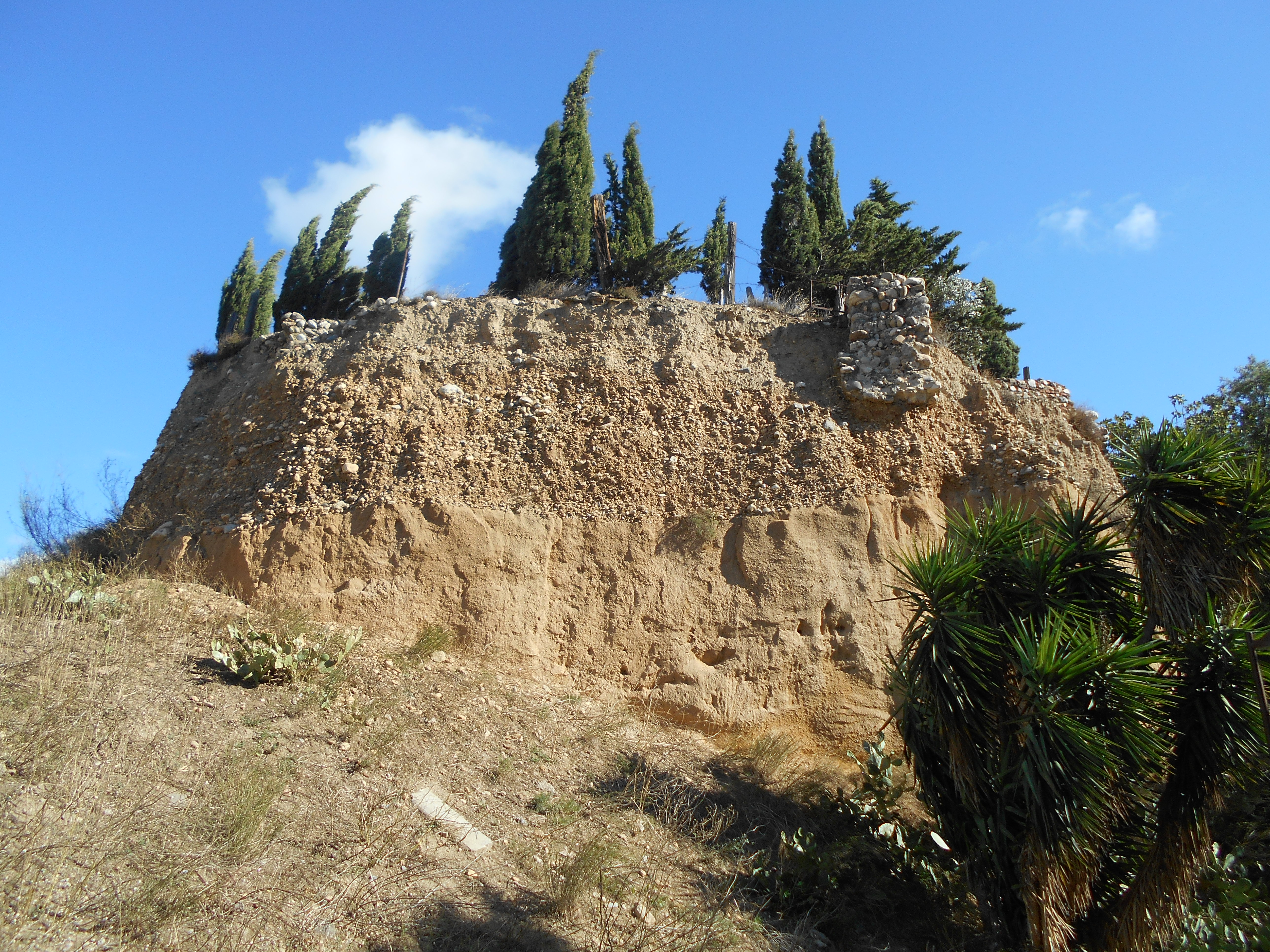
El turó ensulsiat on hi ha les restes del castell

El Castell del Soler, mig afonat per unes esllavissades del segle xvi, agreujades a ran de les inundacions del 1940, era situat al nord-oest del poble. Esfondrats en part a la llera de la Tet i d'altres en el mateix turó descompost on es trobava el castell, hi ha encara alguns vestigis. Es tractava d'un castell fort i poderós, tot i que són molt poques les restes que n'han quedat. A prop del castell, més a llevant, es veuen també les restes de la seva capella, Sant Domènec del Castell, de mitjan segle xiii: el mur meridional, quasi sencer.

### Santa Eugènia de la Riba

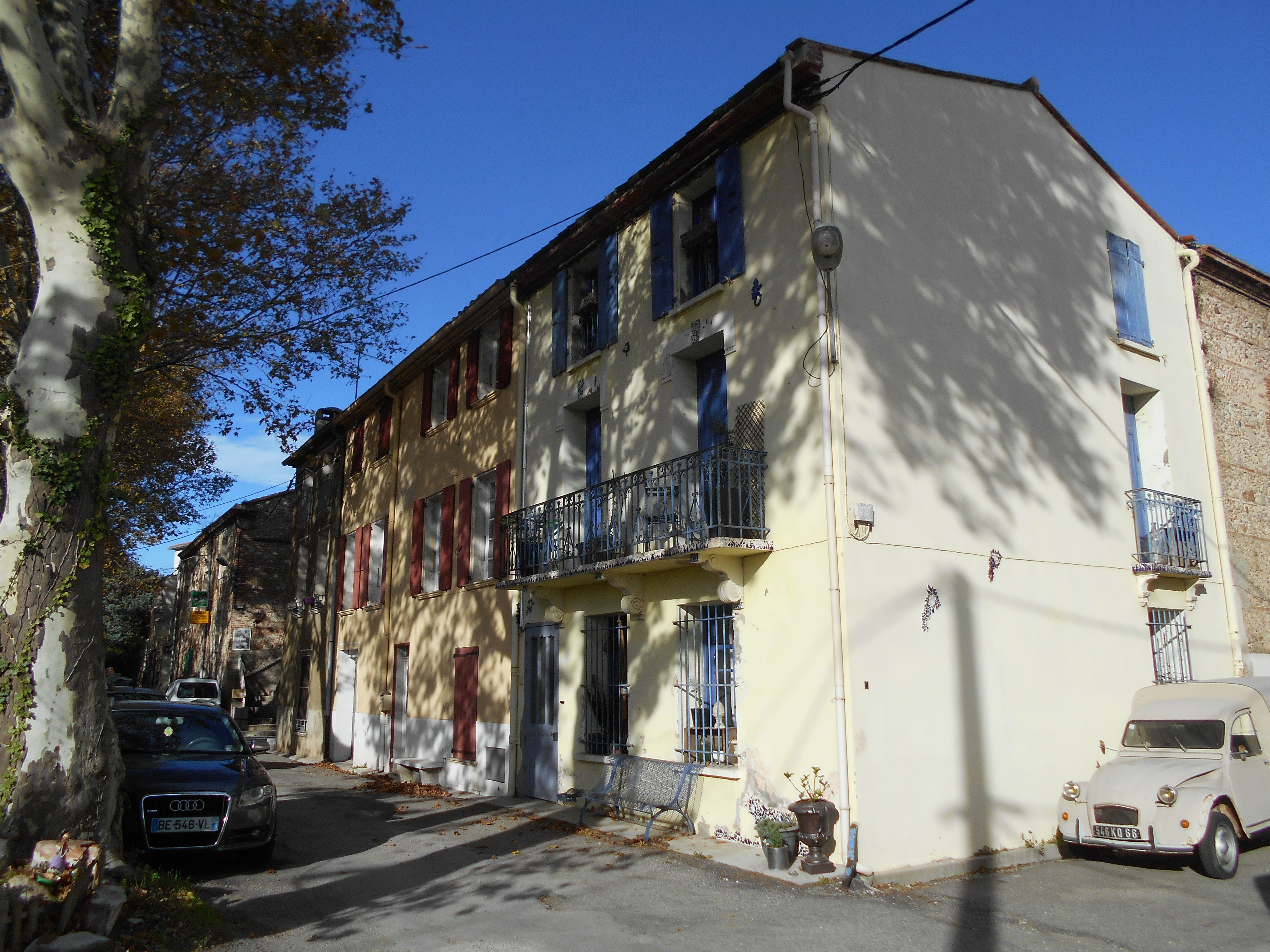
Santa Eugènia de la Riba

El poble de Santa Eugènia de la Riba, o simplement Santa Eugènia, és a llevant del Soler, a la vora de la Tet. La major part dels edificis que el formen avui dia són de caràcter industrial, atès que el poble ha quedat de ple dins de la zona industrial del Soler. En el petit nucli originari de Santa Eugènia, que forma un carrer únic, hi ha un edifici comunal, també: la Llar d'avis comunal del Soler.
El poble està documentat des del 988, i hi havia l'església de Santa Eugènia, que tenia cura dels habitants d'aquest poble: ville S. Eugenie super ipsa ripa qui dicunt Tovvori (1048). El 1258 ja consta com a erma (abandonada), i fou donada al prevere de Sant Domènec del Castell. A penes queden restes de l'església i del seu cementiri, en l'actualitat.

### Campellanes
Possiblement l'antiga villa Campillano esmentada el 877, diverses campanyes arqueològiques hi ha trobat nombroses restes d'un poblat neolític, amb una necròpolis hallstàttica i abundants mostres de ceràmica d'aquesta època, un hàbitat preromà, i restes diverses romanes, entre elles rodes de molí de pedra d'època, així mateix, romana. El lloc és encara conegut popularment com a les Rodes i està situat a l'extrem de ponent del terme, vora de la Tet.

### Santa Maria de l'Eula
L'actual Mas de l'Eula es dreça en el lloc on hi hagué el priorat de monges cistercenques de Santa Maria de l'Eula, documentat des del 1174 i que depenia de l'abadia de Fontfreda; el monestir quedà abandonat a ran del trasllat de les monges a Perpinyà el 1363, després de diversos saquejos, com el de les tropes de Felip III de França  el 1285, i altres mostres d'inseguretat en aquells temps convulsos. Hi resta l'església romànica, i les altres dependències foren absorbides pel mas que succeí el monestir.

### Els masos del terme
El terme del Soler conté alguns masos aïllats, principalment al sud del nucli de població: el Mas de l'Eula, el Mas del Xanxo, el Mas d'en Bonet, el Mas d'en Candès, el Mas d'en Sales, el Mas d'en Socàs, el Molí del Rec dels Maters, el desaparegut Molí de Santa Eugènia i la desapareguda capella de Sant Pere.

### Hidrografia
La Tet és el riu que vertebra els recursos hidrogràfics del terme solerenc; a part de la Tet, només hi ha tres cursos d'aigua que no pertanyin a la xarxa de canals d'irrigació i de drenatge de la plana del Riberal. Aquests tres cursos d'aigua són la Ribera de Castellnou, el Còrrec de la Verna i el de les Fontetes. Caldria afebir-hi l'Estany del Soler, artificial emprat com a recurs de lleure.
La major part de canals existents són d'irrigació: Agulla de la Bosqueta, abans Rec Vell del Vernet, Agulla del -o d'en- Ballaró, del Bosc Llarg, antigament del Bosc Llong, del Camp de la Calçada, del Camp de la Creu, abans del Camp de la Cadena, de les Baixes, de les Hortes de Santa Eugènia, de les Set Aiminades, del Mas d'en Ramonet, de l'Oratori, del Piló, del Prat de l'Oriola, dels Tamarius, de l'Ull de Ballaró, de Meravelles, d'en Bianyes, el Diamant del Mas de Eula, el Rec de la Branca del Poll, abans de la Branca de les Vinyes, Rec de la Roureda, Rec del Pas d'en Veguer, Rec dels Maters, Rec dels Roures, Rec de Monyàs, o de Puig Sec, un altre Rec de Monyàs, abans Agulla Grossa de Monyàs, un altre Rec de Puig Sec, o del Mas de Puig Sec, Rec del Vernet i de Pià, el Rec Nou, el Rec Vell, o Rec Vell del Soler, el Rec Vell del Vernet i la Resclosa del Rec del Vernet i de Pià. D'altres fan funció de drenatge: Agulla de la Sanya, de l'Espinassera, de l'Eula, de Terres Negres, la Bassa, el Canal de la Bassa, abans l'Agulla Grossa i el Rec o Còrrec de l'Eula. D'altres fan alhora les funcions de drenatge i irrigació: Agulla del Mas de l'Eula, el Rabeig, abans la Ribereta i el Rec -o Còrrec- de Santa Eugènia, o Rec d'en Bou. Algunes, encara, són desaparegudes a causa dels canvis soferts en el terme solerenc, com l'Agulla de la Font del Sabater.

### Orografia
A penes un parell de topònims deixen testimoni d'alguna elevació, en un terme pla com el del Soler: el Puig Sec i el Serrat d'en Pontic.

### El terme comunal
Les partides i indrets destacats del terme solerenc són les següents: l'Agulla d'en Bianyes, o d'en Bianya, l'Arrencada, l'Aspre, el Bosc Llarg, les Baixes, el Camí de Tuïr, el Camp de les Cadenes, el Camp de l'Eula, Campellanes, els Camps de la Font (desapareguts pel creixement urbanístic i les vies de comunicació), els Camps del Piló, les Capelles, o la Capella, el Clos, el Clot d'en Comes, Darrere els Horts, l'Eula, o Mas de l'Eula, la Femna Morta, la Flara, la Font del Castanyer, la Font del Sabater, les Fontetes, el Gionestar, el Gran Riberal, l'Hospital, el Mas d'en Boix, Meravelles, Monyàs, l'Oratori, el Petit Riberal, el Piló, el Prat de l'Oriola, el Prat Morilla (nom antic, ja en desús), el Rec d'en Bou Baix, el Rec d'en Bou Nalt, les Rodes (nom antic, a Campellanes), la Roureda, Santa Eugènia, Sant Pere, o Cases de Sant Pere, la Sanya, les Set Eiminades, els Tamarius, Terme de Sant Feliu, Terres Negres, Terres de Santa Eugènia, o les Hortes de Santa Eugènia, o el Terme de Santa Eugènia, el Tuire i la Vinyassa.

## Transports i comunicacions

### Carreteres
Travessen el terme del Soler fins a cinc carreteres. D'una banda, la carretera D - 37 (El Soler - Pontellà), que uneix aquestes dues poblacions en 7,6 quilòmetres.
La D - 39 (D - 1, a Pesillà de la Ribera - Pollestres, travessa la Tet i uneix el Soler amb els pobles del nord del Ribera a través de la D - 1. Té un recorregut d'1,3 quilòmetres, cap al nord. Cap al sud, després de fer un recorregut a través de la D - 916, s'adreça a Toluges (5 quilòmetres), Cànoes (7) i Pollestres (10).
A l'extrem sud-est del terme, la D - 85 (El Soler - Tuïr) fa de termenal un tram entre Sant Feliu d'Avall i el Soler. Enllaça el Soler amb Tuïr en 8 quilòmetres.
La D - 916 (traçat antic de la N - 116), que uneix el Soler amb Sant Feliu d'Amunt (4,4 km), Sant Feliu d'Avall (6), Millars (8,2), Nefiac (14,1) i Illa (19), cap a ponent, i Perpinyà (10,4), cap a llevant, mentre que cap a ponent s'uneix amb la carretera N - 116 quan aquesta abandona el format d'autovia, tot just entrar en el terme de Bulaternera, que queda a 19 quilòmetres de Sant Feliu d'Avall.
Finalment, hi ha la carretera nacional N - 116 (Perpinyà - la Guingueta d'Ix), que venint de Perpinyà té forma d'autovia fins a prop de Bulaternera. Aquesta carretera, que passa pel nord del nucli de població de Sant Feliu d'Avall, ran de la llera de la Tet, serveix d'eix per a enllaçar aquesta vila amb la resta de poblacions nord-catalanes. Hi ha enllaç directe, a través de la carretera D - 916 i un accés obert expressament, entre l'autovia i el poble del Soler, a una certa distància a llevant del poble.

### Transport públic col·lectiu
El Soler està inclòs en la línia 17 de la Compagnie de Transports Perpignan Méditerranée, Pesillà de la Ribera - Sant Feliu d'Avall, que uneix Pesillà de la Ribera, Vilanova de la Ribera, Sant Esteve del Monestir, Perpinyà (en un llarg recorregut que travessa la ciutat amb moltes parades), el Soler i Sant Feliu d'Avall. Passen per aquesta població fins a 14 serveis diaris, 5 que fan el recorregut sencer, i 9 més que surten de Sant Esteve del Monestir, en aquesta direcció, i fins a 16 (8 només fins a Sant Esteve del Monestir) en la direcció inversa. Els diumenges i dies de festa només hi ha 4 serveis de Pesillà de la Ribera a Sant Feliu d'Avall, i 4 més a la inversa, 3 dels quals acaben el seu recorregut a Sant Esteve del Monestir.

### Ferrocarril
El Soler té estació de tren de la línia Perpinyà - Vilafranca de Conflent, on enllaça amb l'anomenat tren groc, de Vilafranca de Conflent a la Tor de Querol. És la línia 12 TER Llenguadoc Rosselló.
És a migdia del poble, al lloc on es troben els carrers de Michel Carola i de Rosette Blanc.
Travessen l'extrem est del terme comunal, entre Toluges i Perpinyà, les vies del TGV poc abans de l'estació termenal de Perpinyà i del complex de vies derivades i canvis d'agulles que enllacen amb les terminals del Mercat Internacional de Sant Carles: procedents de Toluges entre en el terme del Soler quatre vies, i en surten cap a Perpinyà set, la superior de les quals enllaça amb el tren de la línia 12 TER Llenguadoc Rosselló.

### Camins
Els camins interns existents en el terme del Soler són el Camí de la Salanca, el de la Sanya, el del Camp del Piló, el del Clos, el de les Baixes, el del Mas de l'Eula, el del Mas d'en Bonet, el del Mas de Puig Sec, el del Piló, el del Rec, el dels Tamarius, el de Meravelles, el de Monyàs, el de Santa Eugènia (en part desaparegut per la moderna urbanització del lloc) i un altre Camí de Santa Eugènia diferent de l'anterior. Els que enllacen amb les poblacions dels entorns són el Camí -o Ruta- de Toluges, el Camí Nou de Tuïr, abans de l'Eula, el Camí Vell de Tuïr, la Nova 116, la Ruta de Perpinyà, la de Pesillà, la de Prada, la Travessa -abans, Camí- de Pesillà, la Travessa de Toluges, o de Santa Eugènia, i la Travessa -o Camí- de Vilanova. Esment a part mereixen la Veu del Camí de Ferro (el tren en direcció a Illa i Prada), i el TGV.

## Activitats econòmiques
L'agricultura continua essent la principal activitat econòmica del Soler, malgrat la industrialització creixent del territori, sobretot el sector de llevant, motivada per la proximitat i la intensa activitat industrial de la ciutat de Perpinyà.
El rec del Soler i tot un complex d'agulles asseguren el regadiu d'algunes zones del terme del Soler. El principal conreu, en nombre d'hectàrees, és la vinya, dedicada sobretot a vins comuns, tot i que poc més de la quarta part és dedicada a vins de denominació d'origen controlada. A continuació, en importància, venen les hortalisses (escaroles, enciam, tomàquets, julivert, carxofes, fruits primerencs, apis, col-i-flors i pastanagues), i en darrer lloc els arbres fruiters, principalment presseguers, albercoquers i pereres. De cereals, tot just n'hi ha una petita mostra, quasi testimonial. La ramaderia no arriba a tenir un centenar i mig de caps d'oví, i tot just una mica de cabrum i d'equins. L'activitat a l'entorn de l'agricultura es desenvolupa en bona part gràcies a la Societat d'Apicultors Francesos, la Cooperativa Hortícola, la Societat Cooperativa Vinícola, la Unió de Cooperadors dels Pirineus Orientals i la Societat Cooperativa Central de Compres i Aprovisionaments Agrícoles.
El nombre d'empreses instal·lades al Soler des del darrer terç del segle xx és gran, i hi destaquen les indústries de fabricació d'embalatges, de mobles de fusta, de mobles de cuina, de construcció, a més de tot un seguit de comerços i empreses de serveis, com ara comerç a l'engròs de fruites i verdues, de maquinària agrícola, i de material agrícola i per a la construcció. L'activitat extractiva de material de la construcció de la llera de la Tet i va deixar un espai buit, que modernament ha estat transformat en un estany artificial de lleure, l'Estany del Soler, tocant al poble, al nord-oest.

## Història
El nom antic del Soler, Pallaganum o Palleiano indica sense cap mena de dubtes un origen en una vil·la romana. Pallaganum és documentat el 876, quan els monjos Ermemir, Teòdila i Todemar donen els béns que tenen en aquest lloc al monestir de Sant Andreu d'Eixalada, precursor del de Sant Miquel de Cuixà. L'any següent, 877, està documentada la venda d'un molí amb el seu rec in villa Pallagiano, a la riba de la Tet, amb la presa in villa Campillano. Encara, el 959 el matrimoni format per Ratfred i Riquilda donen un alou amb cases, construccions, horts i terres in villa Paleiano a Santa Eulàlia d'Elna, la seu episcopal rossellonesa. El 977 és quan apareix per primer cop el nom del Soler, a les confrontacions de Bao: ipso Solario de Orzone, topònim aclarit en un altre doocument del 988: ipsum Soler de Orucio vicecomite: el lloc pertanyia al vescomte Oruç, un dels primers coneguts com a nobles rossellonesos, ja que el 968 s'intitula Rosolionensis vicecomes. A partir d'aquest moment ja apareix sempre documentat com a El Soler.
Els Soler, senyors o castlans d'aquest lloc, tenien molta relació amb l'església d'Elna; Pere Ferran del Soler n'era ardiaca de 1145 a 1162 i el 1213 ho era Guillem Jordà del Soler. Fou aquest darrer qui el 1223 cedia els drets hipotecaris del castell del Soler al bisbe Arnau de Serrallonga, malgrat la resistència de la resta de família del Soler, i el 7 d'abril del 1226 llegava definitivament al bisbe Ramon d'Elna el castell i el lloc del Soler, que es mantingué sempre més lligat a l'església d'Elna fins a la fi de l'Antic Règim.

## Demografia

### Demografia antiga
La població està expressada en nombre de focs (f) o d'habitants (h)
| Evolució demogràfica del Soler entre 1365 i 1790 | Evolució demogràfica del Soler entre 1365 i 1790 | Evolució demogràfica del Soler entre 1365 i 1790 | Evolució demogràfica del Soler entre 1365 i 1790 | Evolució demogràfica del Soler entre 1365 i 1790 | Evolució demogràfica del Soler entre 1365 i 1790 | Evolució demogràfica del Soler entre 1365 i 1790 | Evolució demogràfica del Soler entre 1365 i 1790 | Evolució demogràfica del Soler entre 1365 i 1790 | Evolució demogràfica del Soler entre 1365 i 1790 | Evolució demogràfica del Soler entre 1365 i 1790 | Evolució demogràfica del Soler entre 1365 i 1790 | Evolució demogràfica del Soler entre 1365 i 1790 | Evolució demogràfica del Soler entre 1365 i 1790 | Evolució demogràfica del Soler entre 1365 i 1790 |
| 1358                                             | 1365                                             | 1378                                             | 1470                                             | 1515                                             | 1553                                             | 1643                                             | 1709                                             | 1720                                             | 1730                                             | 1767                                             | 1774                                             | 1789                                             | 1790                                             |                                                  |
| ------------------------------------------------ | ------------------------------------------------ | ------------------------------------------------ | ------------------------------------------------ | ------------------------------------------------ | ------------------------------------------------ | ------------------------------------------------ | ------------------------------------------------ | ------------------------------------------------ | ------------------------------------------------ | ------------------------------------------------ | ------------------------------------------------ | ------------------------------------------------ | ------------------------------------------------ | ------------------------------------------------ |
| 48 f                                             | 68 f                                             | 25 f                                             | 16 f                                             | 32 f                                             | 20 f                                             | 12 f                                             | 66 f                                             | 94 f                                             | 111 f                                            | 612 h                                            | 520 h                                            | 135 f                                            | 708 h                                            |                                                  |

### Demografia contemporània
| Evolució de la població |      |      |      |      |      |       |       |       |
| 1793                    | 1800 | 1806 | 1821 | 1831 | 1836 | 1841  | 1846  | 1851  |
| 559                     | 640  | 662  | 892  | 876  | 973  | 1.042 | 1.135 | 1.161 |

| 1856  | 1861  | 1866  | 1872  | 1876  | 1881  | 1886  | 1891  | 1896  |
| ----- | ----- | ----- | ----- | ----- | ----- | ----- | ----- | ----- |
| 1.159 | 1.162 | 1.243 | 1.348 | 1.416 | 1.547 | 1.555 | 1.547 | 1.521 |

| 1901  | 1906  | 1911  | 1921  | 1926  | 1931  | 1936  | 1946  | 1954  |
| ----- | ----- | ----- | ----- | ----- | ----- | ----- | ----- | ----- |
| 1.569 | 1.563 | 1.531 | 1.340 | 1.425 | 1.566 | 1.567 | 1.600 | 1.701 |

| 1962  | 1968  | 1975  | 1982  | 1990  | 1999  | 2008  | 2013  | - |
| ----- | ----- | ----- | ----- | ----- | ----- | ----- | ----- | - |
| 2.141 | 2.715 | 3.340 | 4.401 | 5.147 | 5.825 | 6.737 | 7 300 | - |

Fonts: Ldh/EHESS/Cassini fins al 1999, després INSEE a partir deL 2004

### Evolució de la població

Població 1962-2008

## Administració i política

### Batlles[17]
| Període                       | Nom                 | Opció política               | Comentaris |
| ----------------------------- | ------------------- | ---------------------------- | --- |
| 1799 - 1801                   | François Rocha      |                              | |
| 1801 - 1812                   | Dominique Valette   |                              | |
| 1812 - 1822                   | Jean Cazes          |                              | |
| 1823 - 1827                   | Baptiste Dauliach   |                              | |
| 1827 - 1830                   | Joseph Bonafos      |                              | |
| 1830 - 1847                   | Jean Hainaut        |                              | |
| 1847 - 1848                   | Honoré Torreilles   |                              | |
| 1848 - 1854                   | Jean Hainaut        |                              | |
| 1854 - 1860                   | François Foxonet    |                              | |
| 1860 - 1862                   | Raphaël Verges      |                              | |
| 1862 - 1870                   | J - Denis Hainaut   |                              | |
| 1870 - 1879                   | Jean Morat          |                              | |
| 1879 - 1882                   | Jean Carrere        |                              | |
| 1882 - 1884                   | Joseph Roque        |                              | |
| 1884 - 1900                   | Jean Payre          |                              | |
| 1900 - 1919                   | Sébastien Mouragues |                              | |
| 1919 - 1921                   | Ferdinand Valette   |                              | |
| 1921 - 1945                   | Baptiste Pasque     |                              | |
| 1945 - 1947                   | Albert Respaut      |                              | |
| 1947 - 1959                   | Étienne Gadave      |                              | |
| 1959 - 1971                   | Delphin Jourda      |                              | |
| 1971 - Juny del 1995          | André Daugnac       |                              | Senador del 1987 al 1992 |
| Juny del 1995 - Moment actual | François Calvet     | UDF, després Dl, després UMP | Diputat del 1993 al 1997 i del 2002 al 2011 Conseller regional del 1992 al 2002 Senador dels Pirineus Orientals des del 2011 |

### Legislatura 2014 - 2020

#### Batlle
- François Calvet.

#### Adjunts al batlle
- 1a: Véronique Olier, Consellera delegada d'Administració General, Gestió Financera, Desenvolupament Econòmic i Feina, Cultura científica,

Comunicació i gestió del servei de Policia Municipal
- 2n: Michel Tixador, Conseller delegat de Gestió dels Recursos Humans, de Gestió del personal de la policia municipal, del control financer càrregues de personal i del Pla de circulació urbana, a més de substitut de Véronique Olier, en cas d'absència seva
- 3a: Armelle Revel, Consellera delegada de Finances Comunals
- 4t: Henri Castanet, Conseller delegat d'Urbanisme, Recursos Hidràulics, Afers Agrícoles i Gestió dels residus. Substitut de la 1a i del 2n en cas d'absència seva
- 5a: Catherine Gadave, Consellera delegada dels Afers Culturals i de Festes
- 6è: Olivier Colpaert, Conseller delegat d'Esports, Gestió de les Associacions i Lloguer i reserva de sales comunals.
- 7a: Sandrine Roca, Consellera delegada d'Infància, Joventut, Petita infància, Afers escolars i extraescolars
- 8è: Robert Roig, Conseller delegat de Serveis Tècnics, Obres Públicques, Via Pública, Senyalització, Edificis públics, Assegurances i Il·luminació Pública i Pluvial.

#### Consellers municipals
- Jacqueline Durand, Consellera delegada de Persones grans i del Programa intergeneracional, amb Sandrine Roca i Robert Raynaud
- Robert Raynaud, Conseller delegat d'Afers socials i CCAS, amb Véronique Olier
- Francine Diaz, Consellera delegada de Comerços i Mercats, amb Véronique Olier i Catherine Gadave
- Stéphane Maroselli, Conseller Delegat de Mercats públics i encàrrecs públics, amb Armelle Revel
- Sandrine Pejouan, Consellera Delegada d'Escola i col·legi català, periescolar i Programa intergeneracional, amb Sandrine Roca
- Alain Cambillau, Conseller Delegat de Patrimoni i territori, Relacions amb les associacions sindicals de rec i lluita contra les inundacions, amb Henri Castanet
- Dominique Soucas, Consellera Delegada de Festes, amb Catherine Gadave
- Jean-Claude Bauzil, Conseller Delegat de Relacions amb els antics combatents i amb les associacions sindicals hidràuliques, amb Véronique Olier i Henri Castanet
- Gilberte Claudel, Consellera Delegada de Relations amb els comissaris de barris i Programa Veïns Vigilants, amb Véronique Oier
- Philippe Talairach, Conseller Delegat de Desenvolupament de les noves tecnologies i del digital, i d'Artesanat, amb Véronique Oier
- Dorsphine Toupin, Consellera Delegada d'Esport i Joventut, amb Olivier Colpaert
- André L'Homme, Conseller Delegat de Neteja del poble i Organització del carnestoltes, amb Catherine Gadave i Robert Roig
- Marie-Laure Baills, Consellera Delegada d'Afers socials i sanitat a la feina, amb Michel Tixador i Robert Raynaud
- Arnaud Porra, Conseller Delegat d'Identitat catalana, Relacions transfrontereres i agermanament, amb Véronique Olier i Catherine Gadave
- Nathalie Marchioni, Consellera Delegada de Persones disminuïdes i de suport a les associacions humanitàries i de solidaritat, amb Robert Raynaud
- Simon Jimenez, Conseller Delegat de Finances i prospectiva econòmica, amb Armelle Revel
- Marie-Hélène Pelras, Consellera municipal de l'oposició
- Jean-Marie Serres, Conseller municipal de l'oposició
- Gérard Mandrau, Conseller municipal de l'oposició
- Christiane Jeanfreu, Consellera municipal de l'oposició.

### Adscripció cantonal

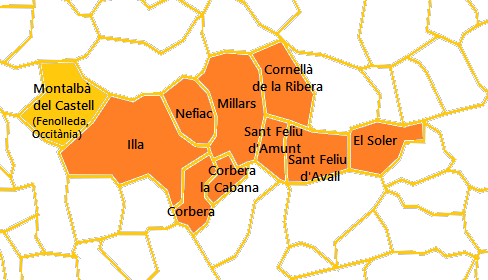
Mapa del Cantó de la Vall de la Tet

A les eleccions cantonals del 2015 el poble del Soler ha estat inclòs en el cantó número 16, denominat La Vall de la Tet, amb capitalitat en aquest poble. Està format per la vila d'Illa i els pobles de Corbera, Corbera la Cabana, Cornellà de la Ribera, Millars, Nefiac, Sant Feliu d'Amunt, Sant Feliu d'Avall i el Soler, tots de la comarca del Rosselló, i Montalbà del Castell, de la Fenolleda. Són consellers per aquest cantó Damienne Beffara, batllessa de Millars i Robert Olive, batlle de Sant Feliu d'Amunt, tots dos del Partit Socialista.

## Ensenyament i cultura

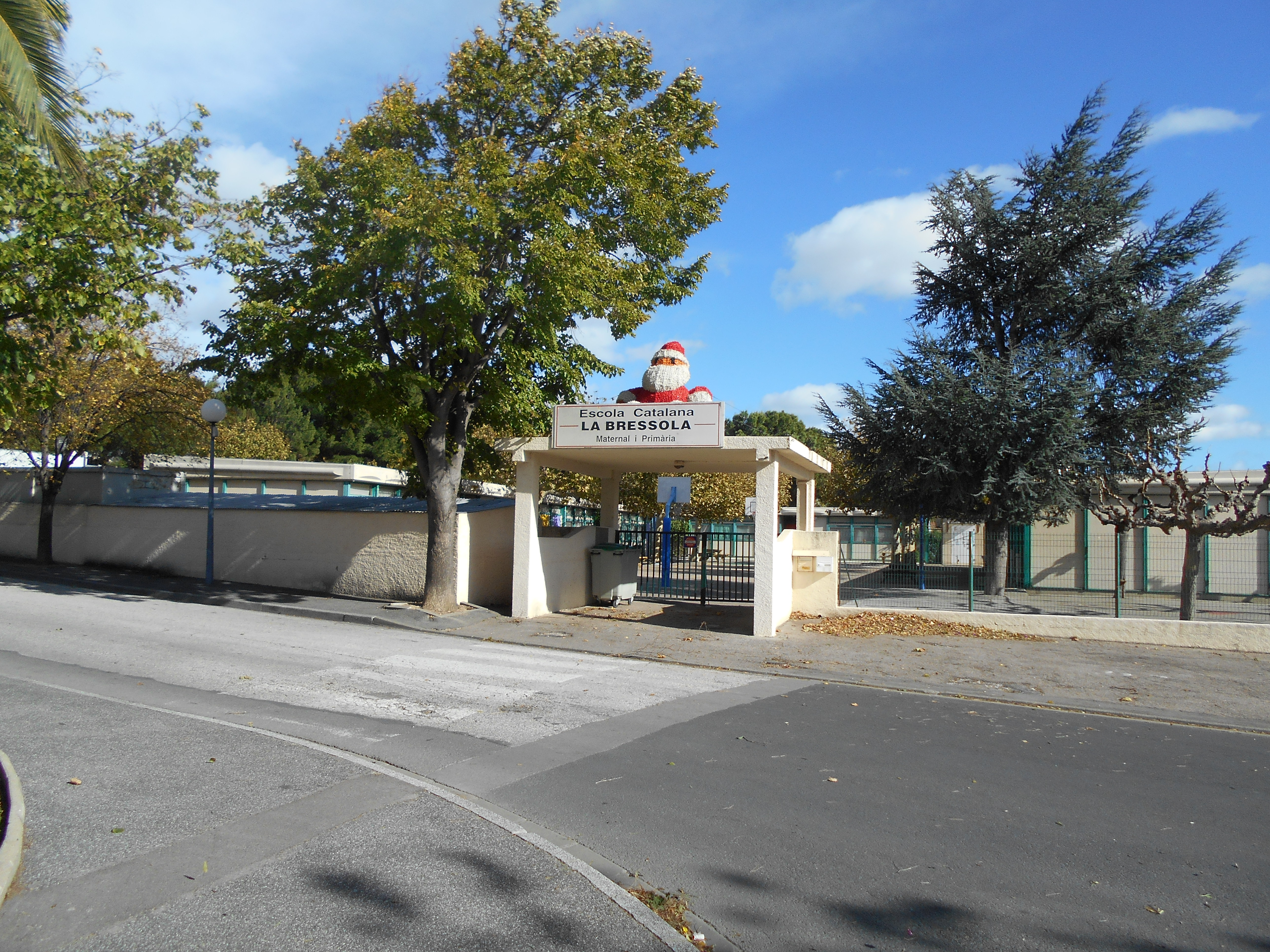
Escola de maternal i primària de la Bressola

El Soler disposa del col·legi de secundària Jules Verne, que acull estudiants de Cornellà de la Ribera, Sant Feliu d'Amunt, Sant Feliu d'Avall i el Soler. A més, compta amb una escola de primària de la Bressola i la Pompeu Fabra, l'única Bressola de secundària actualment existent a la Catalunya del Nord.